# Piqueti
Piqueti Djassi Brito Silva, noto semplicemente come Piqueti (Bissau, 12 febbraio 1993), è un calciatore guineense con cittadinanza portoghese, attaccante dell’Al-Shoalah e della nazionale guineense.

## Carriera

### Club

#### Braga
Cresce nelle giovanili del Braga, entrando a far parte nel 2012 del Braga B, militante in Segunda Liga, la seconda serie portoghese ed esordendo il 22 agosto nella sconfitta per 1-0 sul campo del Belenenses. Segna i suoi primi gol il 3 marzo 2013, siglando una doppietta nel 3-1 casalingo sul Penafiel. Un anno dopo, il 14 marzo 2014, trova l'esordio anche in prima squadra, nell'1-1 di campionato in trasferta contro l'Académica. Il 5 aprile segna la prima rete in Primeira Liga, nello 0-2 sul campo dell'Olhanense. Rimane al Braga due stagioni e mezzo nelle quali colleziona 73 presenze e 8 gol con la squadra B e 5 con una rete con la prima squadra.

#### Prestito al Gil Vicente
Il 27 gennaio 2015 passa in prestito al Gil Vicente, in massima serie. Esordisce con la nuova maglia il 15 marzo nella sconfitta per 1-0 in casa in campionato contro la Moreirense. Chiude il prestito con 3 apparizioni e 0 gol, retrocedendo in Segunda Liga.

#### Ritorno al Braga
Il 1º luglio 2015 ritorna per fine prestito al Braga, venendo reintegrato nella squadra B.

#### La parentesi italiana
Nel settembre 2018 passa al Varese, nell'Eccellenza lombarda. A fine dicembre, a causa della disastrosa situazione economica della squadra varesina, rescinde il contratto per accasarsi il 16 gennaio 2019 all'Al-Shoalah, che milita nella Serie B araba.

### Nazionale
Comincia l'attività internazionale con le selezioni giovanili portoghesi, giocando con l'Under-20, disputando anche il Torneo di Tolone 2013, chiudendolo al 4º posto. Successivamente, dal 2015, sceglie la Nazionale guineense, con cui esordisce l'8 ottobre nel pareggio per 1-1 in trasferta, a Monrovia, contro la Liberia, nelle qualificazioni al Mondiale 2018. Nel 2017 viene convocato per la Coppa d'Africa in Gabon. Il 18 gennaio, nella sconfitta di Coppa d'Africa a Libreville per 2-1 con il Camerun realizza la prima rete in Nazionale, segnando il momentaneo 1-0 al 13'.

## Statistiche

### Presenze nei club
Statistiche aggiornate al 19 marzo 2017.
| Stagione        | Squadra         | Campionato      | Campionato | Campionato | Coppe nazionali | Coppe nazionali | Coppe nazionali | Coppe continentali | Coppe continentali | Coppe continentali | Altre coppe | Altre coppe | Altre coppe | Totale | Totale | Totale |
| Stagione        | Squadra         | Comp            | Pres       | Reti       | Comp            | Pres            | Reti            | Comp               | Pres               | Reti               | Comp        | Pres        | Reti        | Pres   | Reti   |        |
| --------------- | --------------- | --------------- | ---------- | ---------- | --------------- | --------------- | --------------- | ------------------ | ------------------ | ------------------ | ----------- | ----------- | ----------- | ------ | ------ | ------ |
| 2012-2013       | Braga B         | SL              | 23         | 3          | -               | -               | -               | -                  | -                  | -                  | -           | -           | -           | 23     | 3      |        |
| 2013-2014       | Braga B         | SL              | 29         | 3          | -               | -               | -               | -                  | -                  | -                  | -           | -           | -           | 29     | 3      |        |
| 2013-2014       | Braga           | PL              | 4          | 1          | TdP+TdL         | 1+0             | 0+0             | UEL                | 0                  | 0                  | -           | -           | -           | 5      | 1      |        |
| 2014-gen. 2015  | Braga B         | SL              | 21         | 2          | -               | -               | -               | -                  | -                  | -                  | -           | -           | -           | 21     | 2      |        |
| gen.-giu. 2015  | Gil Vicente     | PL              | 3          | 0          | -               | -               | -               | -                  | -                  | -                  | -           | -           | -           | 3      | 0      |        |
| 2015-2016       | Braga B         | SL              | 28         | 3          | -               | -               | -               | -                  | -                  | -                  | -           | -           | -           | 28     | 3      |        |
| 2016-2017       | Braga B         | SL              | 22         | 3          | -               | -               | -               | -                  | -                  | -                  | -           | -           | -           | 22     | 3      |        |
| Totale Braga B  | Totale Braga B  | Totale Braga B  | 123        | 14         | -               | -               | -               | -                  | -                  | -                  | -           | -           | -           | 123    | 14     |        |
| Totale carriera | Totale carriera | Totale carriera | 130        | 15         | -               | 1               | 0               | -                  | -                  | -                  | -           | -           | -           | 131    | 15     |        |

### Cronologia presenze e reti in nazionale
| Cronologia completa delle presenze e delle reti in nazionale ― Guinea-Bissau | Cronologia completa delle presenze e delle reti in nazionale ― Guinea-Bissau | Cronologia completa delle presenze e delle reti in nazionale ― Guinea-Bissau | Cronologia completa delle presenze e delle reti in nazionale ― Guinea-Bissau | Cronologia completa delle presenze e delle reti in nazionale ― Guinea-Bissau | Cronologia completa delle presenze e delle reti in nazionale ― Guinea-Bissau | Cronologia completa delle presenze e delle reti in nazionale ― Guinea-Bissau | Cronologia completa delle presenze e delle reti in nazionale ― Guinea-Bissau |
| Data                                                                         | Città                                                                        | In casa                                                                      | Risultato                                                                    | Ospiti                                                                       | Competizione                                                                 | Reti                                                                         | Note                                                                         |
| ---------------------------------------------------------------------------- | ---------------------------------------------------------------------------- | ---------------------------------------------------------------------------- | ---------------------------------------------------------------------------- | ---------------------------------------------------------------------------- | ---------------------------------------------------------------------------- | ---------------------------------------------------------------------------- | ---------------------------------------------------------------------------- |
| 8-10-2015                                                                    | Monrovia                                                                     | Liberia                                                                      | 1 – 1                                                                        | Guinea-Bissau                                                                | Qual. Mondiali 2018                                                          | -                                                                            | 72’                                                                          |
| 13-10-2015                                                                   | Bissau                                                                       | Guinea-Bissau                                                                | 1 – 3                                                                        | Liberia                                                                      | Qual. Mondiali 2018                                                          | -                                                                            | 46’                                                                          |
| 23-3-2016                                                                    | Bissau                                                                       | Guinea-Bissau                                                                | 1 – 0                                                                        | Kenya                                                                        | Qual. Coppa d'Africa 2017                                                    | -                                                                            |                                                                              |
| 27-3-2016                                                                    | Nairobi                                                                      | Kenya                                                                        | 0 – 1                                                                        | Guinea-Bissau                                                                | Qual. Coppa d'Africa 2017                                                    | -                                                                            |                                                                              |
| 4-6-2016                                                                     | Bissau                                                                       | Guinea-Bissau                                                                | 3 – 2                                                                        | Zambia                                                                       | Qual. Coppa d'Africa 2017                                                    | -                                                                            |                                                                              |
| 14-1-2017                                                                    | Libreville                                                                   | Gabon                                                                        | 1 – 1                                                                        | Guinea-Bissau                                                                | Coppa d'Africa 2017 - 1º turno                                               | -                                                                            | 61’                                                                          |
| 18-1-2017                                                                    | Libreville                                                                   | Camerun                                                                      | 2 – 1                                                                        | Guinea-Bissau                                                                | Coppa d'Africa 2017 - 1º turno                                               | 1                                                                            | 50’                                                                          |
| 22-1-2017                                                                    | Franceville                                                                  | Guinea-Bissau                                                                | 0 – 2                                                                        | Burkina Faso                                                                 | Coppa d'Africa 2017 - 1º turno                                               | -                                                                            | 65’                                                                          |
| 25-3-2017                                                                    | Durban                                                                       | Sudafrica                                                                    | 3 – 1                                                                        | Guinea-Bissau                                                                | Amichevole                                                                   | -                                                                            |                                                                              |
| 10-6-2017                                                                    | Bissau                                                                       | Guinea-Bissau                                                                | 1 – 0                                                                        | Namibia                                                                      | Qual. Coppa d'Africa 2019                                                    | -                                                                            | 71’                                                                          |
| 22-3-2018                                                                    | Limeil-Brévannes                                                             | Burkina Faso                                                                 | 2 – 0                                                                        | Guinea-Bissau                                                                | Amichevole                                                                   | -                                                                            |                                                                              |
| 8-9-2018                                                                     | Maputo                                                                       | Mozambico                                                                    | 2 – 2                                                                        | Guinea-Bissau                                                                | Qual. Coppa d'Africa 2019                                                    | -                                                                            | 67’                                                                          |
| 14-10-2018                                                                   | Bissau                                                                       | Guinea-Bissau                                                                | 2 – 1                                                                        | Zambia                                                                       | Qual. Coppa d'Africa 2019                                                    | 1                                                                            | 90’                                                                          |
| 17-11-2018                                                                   | Windhoek                                                                     | Namibia                                                                      | 0 – 0                                                                        | Kenya                                                                        | Qual. Coppa d'Africa 2019                                                    | -                                                                            |                                                                              |
| 23-3-2019                                                                    | Bissau                                                                       | Guinea-Bissau                                                                | 2 – 2                                                                        | Mozambico                                                                    | Qual. Coppa d'Africa 2019                                                    | 1                                                                            |                                                                              |
| 8-6-2019                                                                     | Penafiel                                                                     | Angola                                                                       | 2 – 0                                                                        | Guinea-Bissau                                                                | Amichevole                                                                   | -                                                                            | 46’                                                                          |
| 24-6-2019                                                                    | Ismailia                                                                     | Camerun                                                                      | 2 – 0                                                                        | Guinea-Bissau                                                                | Coppa d'Africa 2019 - 1º turno                                               | -                                                                            | 76’                                                                          |
| 29-6-2019                                                                    | Ismailia                                                                     | Benin                                                                        | 0 – 0                                                                        | Guinea-Bissau                                                                | Coppa d'Africa 2019 - 1º turno                                               | -                                                                            | 90+2’                                                                        |
| 2-7-2019                                                                     | Suez                                                                         | Guinea-Bissau                                                                | 0 – 2                                                                        | Ghana                                                                        | Coppa d'Africa 2019 - 1º turno                                               | -                                                                            | 68’                                                                          |
| 4-9-2019                                                                     | São Tomé                                                                     | São Tomé e Príncipe                                                          | 0 – 1                                                                        | Guinea-Bissau                                                                | Qual. Mondiali 2022                                                          | -                                                                            | 78’                                                                          |
| 10-9-2019                                                                    | Bissau                                                                       | Guinea-Bissau                                                                | 2 – 1                                                                        | São Tomé e Príncipe                                                          | Qual. Mondiali 2022                                                          | -                                                                            |                                                                              |
| 13-11-2019                                                                   | Bissau                                                                       | Guinea-Bissau                                                                | 3 – 0                                                                        | eSwatini                                                                     | Qual. Coppa d'Africa 2021                                                    | 1                                                                            |                                                                              |
| 17-11-2019                                                                   | Brazzaville                                                                  | Rep. del Congo                                                               | 3 – 0                                                                        | Guinea-Bissau                                                                | Qual. Coppa d'Africa 2021                                                    | -                                                                            | 83’                                                                          |
| 8-10-2020                                                                    | Óbidos                                                                       | Guinea-Bissau                                                                | 1 – 0                                                                        | Mozambico                                                                    | Amichevole                                                                   | -                                                                            |                                                                              |
| 11-11-2020                                                                   | Thiès                                                                        | Senegal                                                                      | 2 – 0                                                                        | Guinea-Bissau                                                                | Qual. Coppa d'Africa 2021                                                    | -                                                                            | 90+3’                                                                        |
| 15-11-2020                                                                   | Bissau                                                                       | Guinea-Bissau                                                                | 0 – 1                                                                        | Senegal                                                                      | Qual. Coppa d'Africa 2021                                                    | -                                                                            | 68’                                                                          |
| 26-3-2020                                                                    | Manzini                                                                      | eSwatini                                                                     | 0 – 3                                                                        | Guinea-Bissau                                                                | Qual. Coppa d'Africa 2021                                                    | -                                                                            | 75’                                                                          |
| 30-3-2021                                                                    | Bissau                                                                       | Guinea-Bissau                                                                | 3 – 0                                                                        | Rep. del Congo                                                               | Qual. Coppa d'Africa 2021                                                    | 1                                                                            | 84’                                                                          |
| 1-9-2021                                                                     | Nouakchott                                                                   | Guinea-Bissau                                                                | 1 – 1                                                                        | Guinea                                                                       | Qual. Mondiali 2022                                                          | -                                                                            | 90+2’                                                                        |
| 7-9-2021                                                                     | Omdurman                                                                     | Sudan                                                                        | 2 – 4                                                                        | Guinea-Bissau                                                                | Qual. Mondiali 2022                                                          | 2                                                                            | 66’                                                                          |
| 6-10-2021                                                                    | Rabat                                                                        | Marocco                                                                      | 5 – 0                                                                        | Guinea-Bissau                                                                | Qual. Mondiali 2022                                                          | -                                                                            | 70’                                                                          |
| 9-10-2021                                                                    | Casablanca                                                                   | Guinea-Bissau                                                                | 0 – 3                                                                        | Marocco                                                                      | Qual. Mondiali 2022                                                          | -                                                                            | 83’                                                                          |
| 11-1-2022                                                                    | Garoua                                                                       | Sudan                                                                        | 0 – 0                                                                        | Guinea-Bissau                                                                | Coppa d'Africa 2021 - 1º turno                                               | -                                                                            |                                                                              |
| 15-1-2022                                                                    | Garoua                                                                       | Guinea-Bissau                                                                | 0 – 1                                                                        | Egitto                                                                       | Coppa d'Africa 2021 - 1º turno                                               | -                                                                            | 77’                                                                          |
| 19-1-2022                                                                    | Garoua                                                                       | Guinea-Bissau                                                                | 0 – 2                                                                        | Nigeria                                                                      | Coppa d'Africa 2021 - 1º turno                                               | -                                                                            | 70’                                                                          |
| 9-6-2022                                                                     | Marrakech                                                                    | Guinea-Bissau                                                                | 5 – 1                                                                        | São Tomé e Príncipe                                                          | Qual. Coppa d'Africa 2023                                                    | -                                                                            | 69’                                                                          |
| 13-6-2022                                                                    | Conakry                                                                      | Sierra Leone                                                                 | 2 – 2                                                                        | Guinea-Bissau                                                                | Qual. Coppa d'Africa 2023                                                    | -                                                                            | 9’ 83’                                                                       |
| 24-3-2023                                                                    | Abuja                                                                        | Nigeria                                                                      | 0 – 1                                                                        | Guinea-Bissau                                                                | Qual. Coppa d'Africa 2023                                                    | -                                                                            | 46’                                                                          |
| 27-3-2023                                                                    | Bissau                                                                       | Guinea-Bissau                                                                | 0 – 1                                                                        | Nigeria                                                                      | Qual. Coppa d'Africa 2023                                                    | -                                                                            | 69’                                                                          |
| Totale                                                                       |                                                                              | Presenze                                                                     | 39                                                                           |                                                                              | Reti                                                                         | 7                                                                            |                                                                              |